# Élections européennes de 2004 en Suède
Les élections européennes se sont déroulées le 13 juin 2004 en Suède pour la troisième fois, afin de désigner les 19 députés européens au Parlement européen, pour la législature 2004-2009.

## Mode de scrutin
Les députés européens suédois furent élus au scrutin proportionnel plurinominal, conformément à une version modifiée de la méthode de Sainte-Laguë, à l'échelle nationale. Les différentes listes durent obtenir au moins 4 % des suffrages exprimés pour participer à la répartition des sièges.

## Campagne
Le principal événement de la campagne électorale fut l’apparition d'une formation politique mono-thématique eurosceptique, la Liste de juin, fondée en février 2004. Ce nouvel acteur sur la scène politique suédoise a vu le jour quelques mois seulement après le référendum sur l'euro, organisé en septembre 2003, et lors duquel les électeurs suédois avaient rejeté à plus de 55 % la monnaie unique. 

## Résultats

### Répartition
| Parti              | Parti                                   | Tête de liste      | Votes     | Votes | Sièges |
| Parti              | Parti                                   | Tête de liste      | No.       | %     | Sièges |
| ------------------ | --------------------------------------- | ------------------ | --------- | ----- | ------ |
|                    | Parti social démocrate (S)              | Inger Segelström   | 616 963   | 24,56 | 5      |
|                    | Modérés (M)                             | Gunnar Hökmark     | 458 398   | 18,35 | 4      |
|                    | Liste de juin (JL)                      | Nils Lundgren      | 363 472   | 14.47 | 3      |
|                    | Parti de gauche (V)                     | Jonas Sjöstedt     | 321 344   | 12.79 | 2      |
|                    | Parti du peuple - Les Libéraux (FP)     | Cecilia Malmström  | 247 750   | 9.86  | 2      |
|                    | Parti du centre (C)                     | Lena Ek            | 157 258   | 6.26  | 1      |
|                    | Parti de l'environnement Les Verts (MP) | Carl Schlyter      | 149 603   | 5.96  | 1      |
|                    | Chrétiens-démocrates (KD)               | Anders Wijkman     | 142 704   | 5.68  | 1      |
|                    | Démocrates de Suède                     | Sten Andersson     | 28 303    | 1.13  | 0      |
|                    | Autres                                  |                    | 26 274    | 1,05  | 0      |
| Suffrages exprimés | Suffrages exprimés                      | Suffrages exprimés | 2 512 069 |       | 18     |
| Blancs et nuls     | Blancs et nuls                          | Blancs et nuls     | 72 395    |       |        |
| Total              | Total                                   | Total              | 2 584 464 | 37,95 |        |

Source : Autorité électorale suédoise

### Analyse
Les sondages pré-électoraux ne lui ayant prédit que 5 % des suffrages, la Liste de juin, créa la surprise, en emportant plus de 14 % des votes et trois sièges. Ce succès peut probablement être expliqué par l'attrait d'électeurs de droite défavorables au projet européen, alors que les quatre principaux partis de droite y sont globalement favorables. Mais également par le report de voix d'électeurs eurosceptiques de gauche, se détournant du Parti de gauche et des Verts, partisans d'une sortie pure et simple de la Suède de l'Union européen.
Les sociaux-démocrates, avec un score en légère baisse, réalisèrent leur pire score lors d'élections européennes, le parti apparaissant plus que jamais divisé sur les questions européennes, entre une base globalement eurosceptique et des dirigeants plutôt europhiles. 
Le taux de participation diminua d'un point (37,85 %). Cela fut donc le taux de participation le plus faible en Suède pour les élections au Parlement européen, et le plus faible de tous les États membres ayant adhéré à l'Union européenne avant 2004 lors de ces élections.